# توماس روبرت شانون بروفتون
توماس روبرت شانون بروفتون هو مؤرخ كندي، ولد في 17 فبراير 1900 في Corbetton ‏ في كندا، وتوفي في 17 سبتمبر 1993 في تشابل هيل في الولايات المتحدة.